# Бамбуров, Сергей Никонорович
Серге́й Никоно́рович Бамбу́ров (10 [23] сентября 1914 года — 6 февраля 1945 года) — советский офицер, участник боёв у озера Хасан и Великой Отечественной войны, Герой Советского Союза (25.10.1938), подполковник.

## Биография
Родился 10 (23) сентября 1914 года в селе Осоргино, ныне Октябрьское Северного района Оренбургской области в крестьянской семье. Русский. Член ВКП(б) с 1938 года. Окончил неполную среднюю школу, работал автомехаником в совхозе.
В Красной армии с 1936 года. Участвовал в боях с японцами у озера Хасан (29 июля — 11 августа 1938 года).
Политрук роты 65-го стрелкового полка (32-я стрелковая дивизия, 1-я Приморская армия, Краснознамённый Дальневосточный фронт) младший политрук Бамбуров С. Н. в ночь на 7 августа 1938 года обнаружил подползавшую к его позиции группу противника и открыл по ней огонь. Расстреляв все патроны, офицер-политработник вступил в рукопашную схватку и, несмотря на ранение, вырвался из окружения.
За героизм и мужество, проявленные в хасанских боях, Указом Президиума Верховного Совета СССР от 25 октября 1938 года младшему политруку Бамбурову Сергею Никоноровичу присвоено звание Героя Советского Союза с вручением ордена Ленина, а после учреждения знака особого отличия ему вручена медаль «Золотая Звезда» № 82.
В марте 1940 года старший политрук Бамбуров поступил, а в 1941 году окончил Военно-политическую академию.
28 сентября 1941 года назначен на должность военкома 1184-го стрелкового полка 355-й стрелковой дивизии. 16 января 1942 года ранен.
15 августа 1942 года батальонный комиссар Бамбуров назначен военкомом 934-го стрелкового полка 256-й стрелковой дивизии. В дальнейшем также занимал ряд командных должностей, в 1944 году проходил обучение на курсах «Выстрел».
Состоявший в резерве 1-го Белорусского фронта по должности командира стрелкового полка подполковник Бамбуров С. Н. погиб в бою 6 февраля 1945 года в польском городе Гнезен (Гнезно).
Похоронен в парке 1 мая в Бресте.

## Награды
- Медаль «Золотая Звезда» Героя Советского Союза (№ 82) (25.10.1938)[1]
- Орден Ленина (25.10.1938)[1]
- Медаль За оборону Ленинграда (20.03.1944) [2]
- Знак «Участнику Хасанских боёв»

## Память
- Похоронен в городе Бресте (Белоруссия) в парке 1 Мая.
- Имя Героя носит железнодорожная станция Бамбурово Хасанского района Приморского края
- Именем С. Н. Бамбурова названа улица в городе Бугуруслане Оренбургской области.